# Valdemar Rautio
Karl Johan Valdemar « Valle » Rautio (né le 4 novembre 1921 à Vaasa - mort le 5 septembre 1973 à Nurmijärvi) est un athlète finlandais, spécialiste du triple saut. 

## Biographie
En 1946, aux Championnats d'Europe, Valdemar Rautio le titre au triple saut avec 15,17 m, devant les Suédois Bertil Johnsson et Arne Åhman.
Quatre ans plus tard, lors des Championnats d'Europe d'athlétisme 1950, il remporte une nouvelle médaille, l'argent, derrière le Soviétique Leonid Shcherbakov.

### Palmarès
| Date | Compétition           | Lieu      | Résultat | Performance |
| ---- | --------------------- | --------- | -------- | ----------- |
| 1946 | Championnats d'Europe | Oslo      | 1er      | 15,17 m     |
| 1948 | Jeux olympiques       | Londres   | 6e       | 14,70 m     |
| 1950 | Championnats d'Europe | Bruxelles | 2e       | 14,96 m     |

### Records
| Épreuve     | Performance | Lieu | Date |
| ----------- | ----------- | ---- | ---- |
| Triple saut | 15,17 m     | Oslo | 1946 |